# Liste der Monuments historiques in Gennetines
Die Liste der Monuments historiques in Gennetines führt die Monuments historiques in der französischen Gemeinde Gennetines auf.

## Liste der Bauwerke
| Bezeichnung           | Beschreibung                                     | Standort | Kennzeichnung | Schutzstatus | Datum | Bild           |
| --------------------- | ------------------------------------------------ | -------- | ------------- | ------------ | ----- | -------------- |
| Château de Panessière | Schloss mit Schäferei, erbaut im 18. Jahrhundert | (Lage)   | PA00093110    | Inscrit      | 1979  | weitere Bilder |

## Liste der Objekte
| Bezeichnung                                 | Beschreibung                                           | Standort                       | Kennzeichnung | Schutzstatus | Datum | Bild |
| ------------------------------------------- | ------------------------------------------------------ | ------------------------------ | ------------- | ------------ | ----- | ---- |
| Skulptur des heiligen Marcel                | Holz, polychrom gefasst und vergoldet                  | in der Kirche St-Marcel (Lage) | PM03001565    | Inscrit      | 2006  |      |
| Grabplatte für Guillaume de Tounin († 1261) | Stein, 13. Jahrhundert                                 | in der Kirche St-Marcel (Lage) | PM03000125    | Classé       | 1902  |      |
| Skulptur Madonna und Kind                   | Holz, polychrom gefasst und vergoldet, 18. Jahrhundert | in der Kirche St-Marcel (Lage) | PM03001566    | Inscrit      | 2006  |      |